# Ейвон (Індіана)
Ейвон (англ. Avon) — місто (англ. town) в США, в окрузі Гендрікс штату Індіана. Населення — 21 474 особи (2020).

## Географія
Ейвон розташований за координатами 39°45′55″ пн. ш. 86°22′57″ зх. д. / 39.76528° пн. ш. 86.38250° зх. д. (39.765279, -86.382630).  За даними Бюро перепису населення США в 2010 році місто мало площу 37,15 км², з яких 36,88 км² — суходіл та 0,26 км² — водойми. В 2017 році площа становила 48,61 км², з яких 48,22 км² — суходіл та 0,38 км² — водойми.

## Демографія
Згідно з переписом 2010 року, у місті мешкало 12 446 осіб у 4457 домогосподарствах у складі 3384 родин. Густота населення становила 335 осіб/км².  Було 4742 помешкання (128/км²).
Расовий склад населення:
| - 86,7 % — білих - 5,9 % — чорних або афроамериканців - 3,3 % — азіатів - 0,3 % — корінних американців - 0,1 % — вихідців з тихоокеанських островів - 1,4 % — осіб інших рас |

До двох чи більше рас належало 2,2 %. Частка іспаномовних становила 4,3 % від усіх жителів.
За віковим діапазоном населення розподілялося таким чином: 30,2 % — особи молодші 18 років, 61,8 % — особи у віці 18—64 років, 8,0 % — особи у віці 65 років та старші. Медіана віку мешканця становила 33,9 року. На 100 осіб жіночої статі у місті припадало 93,4 чоловіків;  на 100 жінок у віці від 18 років та старших — 90,5 чоловіків також старших 18 років.
Середній дохід на одне домашнє господарство  становив 99 736 доларів США (медіана — 91 393), а середній дохід на одну сім'ю — 107 249 доларів (медіана — 97 117). Медіана доходів становила 74 107 доларів для чоловіків та 50 529 доларів для жінок. За межею бідності перебувало 3,3 % осіб, у тому числі 3,1 % дітей у віці до 18 років та 9,2 % осіб у віці 65 років та старших.
Цивільне працевлаштоване населення становило 7859 осіб. Основні галузі зайнятості: освіта, охорона здоров'я та соціальна допомога — 24,6 %, виробництво — 14,3 %, роздрібна торгівля — 10,2 %, транспорт — 8,8 %.